# Johnny Burnette
Johnny Burnette, född 25 mars 1934 i Memphis, Tennessee, död 14 augusti 1964 i Clearlake, Kalifornien, var en amerikansk rockabillymusiker. Tillsammans med sin bror Dorsey och hans vän Paul Burlison bildade han gruppen The Johnny Burnette Trio. Johnny Burnette hade även senare en solokarriär med hits som exempelvis "Dreamin" och "You're Sixteen".
Burnette omkom i en drunkningsolycka 30 år gammal. Han blev senare invald i Rockabilly Hall of Fame.

## Diskografi (i urval)
Album
- 1956 – Johnny Burnette and The Rock 'n Roll Trio [4]
- 1960 – Dreamin'
- 1961 – Johnny Burnette Sings
- 1961 – Johnny Burnette
- 1961 – Johnny Burnette's Hits and Other Favorites
- 1962 – Roses Are Red
- 1964 – The Johnny Burnette Story
- 2003 – The Complete Recordings 1955 - 1964 (komplett 9-CD-box)